# El Zotoluco
Eulalio López Díaz dit « El Zotoluco », né le 12 janvier 1968 à Mexico (Mexique) dans la délégation d'Azcapotzalco, est un matador mexicain.

## Présentation et carrière
Issu d'une grande famille de picadors, il prend le pseudonyme de El Zotoluco en souvenir de la propriété familiale La Zotoluca. Il a fait son apprentissage  dans les tentaderos des élevages mexicains, il connaît bien tous les types de taureaux, et malgré sa  petite taille, il accepte 
de toréer toute sorte de bétail, y compris les taureaux les plus durs. Il montre rapidement de bonnes aptitude pour canaliser la charge des taureaux et se sortir de situations difficiles. 
Il débute en novillada piquée à la Plaza Monumental de Mexico le 22 juillet 1984 aux côtés de Manuel Lima et de Curro Cruz devant des novillos de la ganadería de La Laguna,.
Il prend son alternative à San Buenaventura (Mexique, État de Coahuila), le 20 juillet 1986 avec pour parrain, Miguel Espinosa « Armillita  »  et pour témoin, Javier Escobar « El Fraile » devant des taureaux de la ganadería de La Playa.
Il confirme son alternative dans la Plaza Monumental de Mexico le 26 novembre 1989 avec pour parrain, Manolo Mejía  et pour témoin, Sergio González devant des taureaux de la ganadería de Rancho Seco. Le taureau de confirmation porte le nom de Bombón.
El Zotoluco confirme aussi à Las Ventas le 23 mars 1997, avec pour parrain Manolo Sánchez, et pour témoin Óscar Higares devant du bétail de l'élevage Celestino Cuadri. Sa prestation lui vaut une ovation. En  France, il fait ses débuts à Nîmes le 8 juin 2000. C'est lui qui donne l'alternative à Marc Serrano ce jour-là.
Jusqu’à l’année 2000, « El Zotoluco » était quasiment inconnu en Espagne et en France, alors qu’il était déjà une figura dans son pays natal. Mais le 22 mai 2000, à Madrid, en pleine feria de Sans Isidro, il est propulsé parmi les figuras et de nouveau le 2 juin suivant. Au cours de cette même année, il remporte plusieurs triomphes, notamment le 14 juillet à Pampelune devant des Miuras. Programmé dans de nombreuses arènes espagnoles, considéré comme un phénomène, il accumule les succès aussi bien en Espagne qu'au Mexique. Il partage le cartel avec Enrique Ponce et El Juli le 3 décembre 2000, remportant trois oreilles.
Mais le 14 juillet 2001 malgré une terrible blessure, il continue à affronter les taureaux difficiles à Vic-Fezensac Pampelune, Arles, ce qui lui vaut l'estime de l'afición française. Au Mexique, en 2002, il sort plusieurs fois a hombros notamment les 27 janvier et 7 février. À partir de 2004, il reste davantage dans son pays  où il continue à triompher, notamment le 5 novembre 2012, à Guadalajara en compagnie de Juan Pablo Sánchez et de Sébastien Castella. 
Sa participation à une corrida parodique à  Las Vegas en 2009 ne semble pas avoir entamé son prestige.